# Brad Davis (amerikaifutball-edző)
Brad Davis (Baton Rouge, Louisiana, 1980. február 17. –) amerikai amerikaifutball-játékos és -edző, 2021-től az LSU Tigers támadósoredzője, ugyanezen évben helyettes vezetőedzője. 1999 és 2002 között az Oklahoma Sooners játékosa volt.
Feleségével, Aneciával két fiuk (Bradley és Brayden) született.

## Pályafutása
Diplomaszerzését követően a Southern University Laboratory School társ-támadókoordinátora volt. 2005-ben a Wayne State Warriors segédedzője, majd a Doane Tigers koordinátora lett. 2006–2007-ben a Texas A&M Aggies, 2008-ban pedig a North Carolina Tar Heels segédedzője volt. 2009 és 2011 között, valamint 2012–2013-ban a Portland State Vikings alkalmazta.
2014-ben a James Madison Dukes, 2015-ben az East Carolina Pirates, 2016-ban a North Texas Mean Green, 2017-ben a Florida Gators, 2018–2019-ben a Missouri Tigers, 2020-ban pedig az Arkansas Razorbacks támadósoredzője volt.
2021-ben az LSU Tigers támadósoredzője lett, ugyanezen évben pedig a helyettes vezetőedzői pozíciót is betöltötte.

## Eredményei vezetőedzőként
| Év                                                                   | Eredmény                             | Eredmény                             | Helyezés                             | Továbbjutás                          |
| Év                                                                   | Összesített                          | Konferencia                          | Helyezés                             | Továbbjutás                          |
| LSU Tigers (Southeastern Conference)                                 | LSU Tigers (Southeastern Conference) | LSU Tigers (Southeastern Conference) | LSU Tigers (Southeastern Conference) | LSU Tigers (Southeastern Conference) |
| -------------------------------------------------------------------- | ------------------------------------ | ------------------------------------ | ------------------------------------ | ------------------------------------ |
| 2021                                                                 | 0–1                                  | 0–0                                  | T–6.                                 | Texas Bowl                           |
| Davist a bowlmérkőzés idején, Ed Orgeron lemondása után nevezték ki. |                                      |                                      |                                      |                                      |

## Fordítás
- Ez a szócikk részben vagy egészben  a   Brad Davis (American football coach) című angol Wikipédia-szócikk ezen változatának fordításán alapul.  Az eredeti cikk szerkesztőit annak laptörténete sorolja fel. Ez a jelzés csupán a megfogalmazás eredetét és a szerzői jogokat jelzi, nem szolgál a cikkben szereplő információk forrásmegjelöléseként.